# Junction City, Kentucky
Junction City är en stad (city) i Boyle County i delstaten Kentucky, USA. 2010 hade staden 2 241 invånare.